# Diamesa simplicipes
Diamesa simplicipes är en tvåvingeart som först beskrevs av Jean-Jacques Kieffer 1925.  Diamesa simplicipes ingår i släktet Diamesa och familjen fjädermyggor.
Artens utbredningsområde är Tyskland. Inga underarter finns listade i Catalogue of Life.